# Orient Express Racing Team
Orient Express Racing Team è un team velico francese. È stato fondato nel 2001 in vista della campagna per l'America's Cup 2007 con il nome di K-Challenge. I proprietari sono i franco-tedeschi Ortwin e Stephan Kandler. 

## Storia
Tra il 2005 e il 2007 ha partecipato ai Louis Vuitton Acts per poi regatare nella Louis Vuitton Cup 2007 con la denominazione di Areva Challenge, per motivi di sponsorizzazione. È stato conosciuto anche con il nome di ALL4ONE Challenge. 

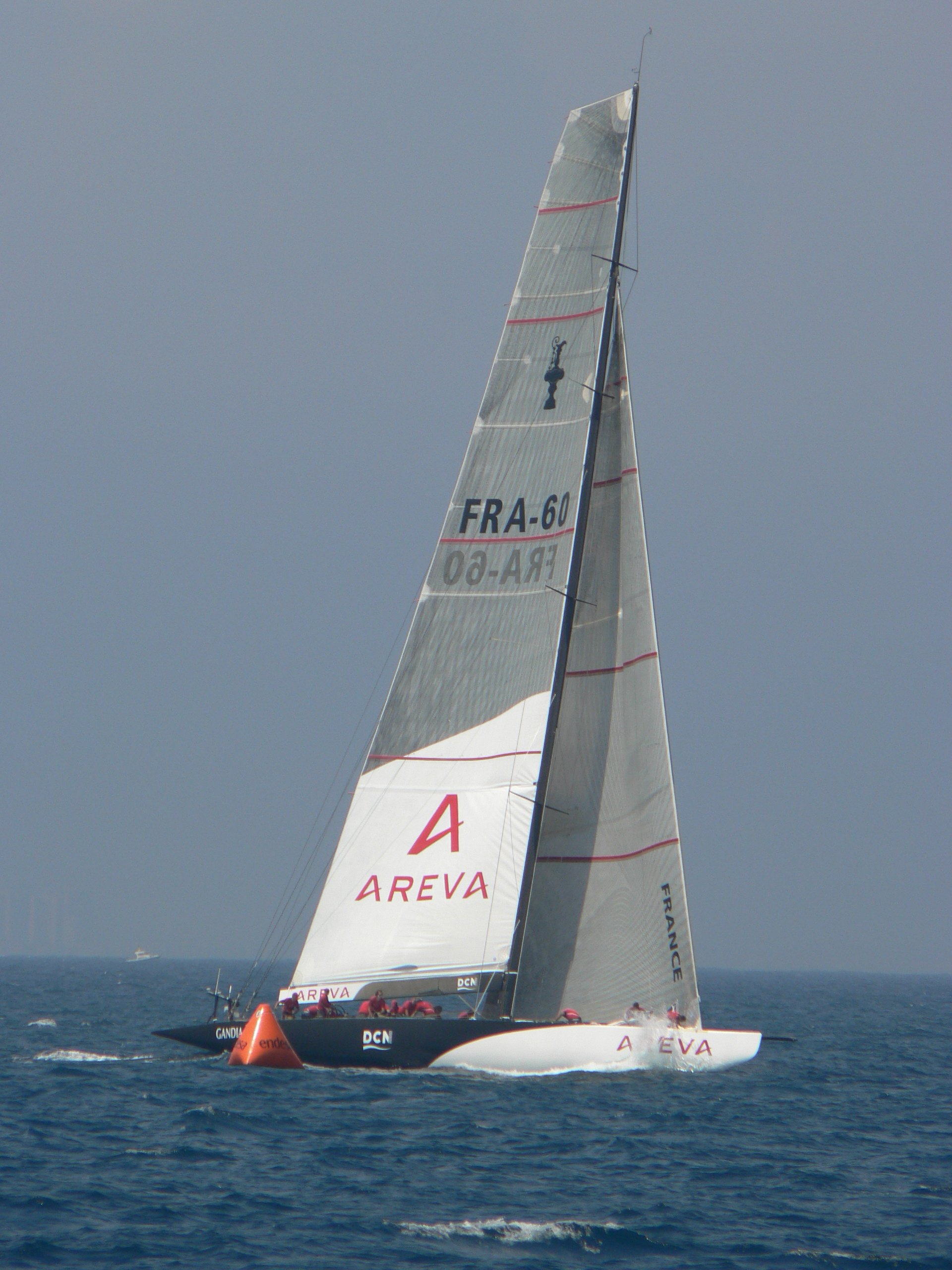
Areva Challenge durante la Louis Vuitton Cup 2007

Nel 2010, in seguito alla disputa legale sorta nell'ambito della 33ª America's Cup, ha preso parte alle regate della Louis Vuitton Pacific Series e al Louis Vuitton Trophy, ospitando l'evento di Nizza.
Nel 2023 il sodalizio ha annunciato la sua partecipazione alla campagna per l'America's Cup 2024, con l'attuale denominazione di Orient Express Racing Team . Ha partecipato, dunque, agli eventi delle America's Cup World Series 2023-2024 e alla Louis Vuitton Cup 2024, venendo eliminata alla fase round robin con una sola regata vinta.